# Opera Turbo
Opera Turbo — технология, которая сжимает передаваемые данные в браузерах Opera (начиная с версии 10), Opera Mobile (начиная с версии 10), а также любом браузере, созданном с использованием Opera Devices SDK, и позволяет увеличить скорость загрузки веб-страниц при медленном соединении.

## Принцип действия
Принцип работы технологии состоит в том, что данные передаются  через сжимающий (до 80 %) прокси-сервер компании Opera Software. Opera Turbo может работать с любым типом соединения. «Opera Web Optimization Proxy» технология, благодаря которой осуществляется сжатие, отлична от «Opera Binary Markup Language» (OBML), используемой в Opera Mini, позволяет отображать сайт без искажения разметки. Не подвергаются сжатию JavaScript, AJAX и Flash, видеоролики, SVG-графика и GIF-анимация. Протоколы шифрования также не подвергаются сжатию. Из минусов отмечено сильное ухудшение качества картинок и отсутствие возможности настроить степень сжатия. 

## История развития
Технология впервые была представлена на выставке Mobile World Congress, проходившей с 16 по 19 февраля 2009 года, а первый лабораторный выпуск состоялся 13 марта 2009 года вместе с Opera 10 alpha.
27 мая 2009 года в Opera 10.00 Beta появилось диалоговое окно настройки работы Opera Turbo. По желанию пользователь может использовать режим Turbo, не использовать или использовать в том случае, если соединение неожиданно ухудшилось. Если соединение достаточно быстрое, Opera Turbo советует пользователю отключить её, поскольку в этом случае незначительно уменьшается скорость загрузки страниц.
В сентябре 2009 года Россия возглавляет список стран с наибольшим количеством пользователей Opera Turbo. В ноябре того же года более 5 миллионов людей воспользовались технологией Opera Turbo, что показало 60%-й прирост по сравнению с 3,2 миллиона пользователей в прошлом месяце.
Начиная с версии 11.10 для растровой графики использует сжатие методом WebP вместо JPEG, так как WebP использует более совершенный алгоритм сжатия, вследствие чего картинка занимает меньше места, при этом оставаясь более качественной.
Источники возмещения затрат компании на функционирования сервиса достоверно не ясны. Компания заявляла, что не производит и не собирается внедрять стороннюю рекламу в сжимаемый поток. Сохраняя у пользователей ощущение защищенности передаваемых данных, компания приобрела решения AdMarvel, которые позволяют производить аукционы в реальном времени между несколькими поставщиками рекламы. На портале для размещения рекламы Opera предлагает достижение до 1.4 млрд мобильных пользователей с возможностью очень точного таргетинга, быстрой доставкой рекламы, а также возможности по анализу использования рекламной сети; вероятно часть возможностей реализована в приложениях Opera для мобильных устройств.

## Сбор пользовательских данных
Сервис собирает адреса посещаемых страниц, IP-адрес пользователя, подробности об устройстве пользователя. Собранные данные привязываются к уникальному идентификатору пользователя и используются для настройки и улучшения сервисов Opera. В полном объеме эти данные хранятся до 6 месяцев. Компания занимается анонимизацией и агрегацией собранных данных и, в соответствии с пользовательским соглашением сервиса Turbo, позволяет компаниям-партнерам пользоваться ими. Заявлено, что агрегированные данные не могут быть привязаны к конкретному человеку:

Мы регистрируем URL-адреса ваших запросов, отправляемых через наши серверы, но не содержимое. Мы также регистрируем ваш IP-адрес, сведения о производителе и модели вашего устройства, а также случайно сгенерированный идентификатор, связанный с вашим экземпляром наших продуктов. Мы используем эти данные для отладки и улучшения наших служб и можем хранить журналы сервера до шести месяцев. Мы анонимизируем и агрегируем эти данные и можем предоставить нашим деловым партнёрам доступ к ним. Мы и наши деловые партнеры не можем связывать агрегированные данные с отдельными людьми.
Оригинальный текст (англ.)We log the URLs of your requests that are sent through our servers, but not the content. We also log your IP address, details about your device's make and model, and a randomly generated identifier associated with your instance of our products. We use this data to debug and improve our services and may store our server logs for up to six months. We anonymize and aggregate this data and may allow our business partners access to it. We and our business partners cannot link aggregated data to individual people.

## Интересные факты
- С ноября 2012 СМИ сообщали об использовании некоторых технологий Opera Turbo в браузере Яндекс.Браузер (версии 1.1 и более новые)[13][14]. Обработку данных (сжатие просматриваемых в режиме страниц) при этом производят сервера Yandex[15].